# Marius Hauptmann
Marius Hauptmann (* 14. September 1999 in Frechen) ist ein deutscher Fußballspieler.

## Karriere
Nach seinen Anfängen in der Jugend des SC Borea Dresden wechselte er im Sommer 2013 in die Jugendabteilung von Dynamo Dresden. Nachdem er für seinen Verein 60 Spiele in der B- und A-Junioren-Bundesliga bestritten hatte, unterschrieb er seinen ersten Profivertrag. Dort kam er auch zu seinem ersten Einsatz im Profibereich, als er am 23. Dezember 2018, dem 18. Spieltag, beim 3:1-Auswärtssieg gegen den MSV Duisburg in der 90. Spielminute für Moussa Koné eingewechselt wurde. Zur Saison 2019/20 wechselte Hauptmann zum Drittligisten FSV Zwickau. Dort absolvierte er in drei Spielzeiten insgesamt 64 Ligapartien und schoss dabei vier Treffer.
Zur Saison 2022/23 wechselte Hauptmann in die viertklassige Regionalliga Nord zum VfB Lübeck, bei dem er einen Vertrag bis zum 30. Juni 2024 unterschrieb. Im Mai 2023 wurde er mit Lübeck Meister in der RL Nord. Mit dem VfB spielte er in der Saison 2023/24 in der 3. Liga. Nach dem direkten Wiederabstieg verließ er den Verein mit seinem Vertragsende.
Zur Saison 2024/25 schloss sich Hauptmann gemeinsam mit seinen Mitspielern Cyrill Akono und Niklas Kastenhofer in der Regionalliga Nordost dem Halleschen FC an. Er unterschrieb beim Mitabsteiger einen Vertrag bis zum 30. Juni 2026.

## Erfolge
- Meister der Regionalliga Nord und Aufstieg in die 3. Liga: 2023
- SHFV-Pokal-Sieger: 2023

## Privates
Marius Hauptmann stammt aus einer Fußballerfamilie. Bereits sein Großvater Reinhard spielte in der DDR-Oberliga Erstligafußball. Sein Vater Ralf spielte sowohl in der DDR-Oberliga als auch in der Bundesliga für Dynamo Dresden als auch für den 1. FC Köln. Marius’ Bruder Niklas spielt ebenfalls für Dynamo Dresden.